# Lingua sylheti
La lingua sylheti (সিলেটি síloṭi) è una lingua indoeuropea minoritaria del gruppo delle lingue indoarie parlata nella divisione amministrativa di Sylhet in Bangladesh. È a volte considerata un dialetto del bengali.
Al 2022, è parlata da 11 milioni di parlanti totali. Il sylheti si scrive con il sistema di scrittura sylheti, uno dei sistemi di scrittura della famiglia di scritture brahmi.